# NGC 326
NGC 326 è una galassia ellittica situata nella costellazione dei Pesci scoperta il 24 agosto 1865 da Heinrich Louis d'Arrest e descritta da Dreyer come "fioca, poco estesa, stella di magnitudine 9 o 10 a sud-est". Questa galassia, distante dalla Terra circa 636 milioni di anni luce, è stata ritenuta di particolare interesse negli ultimi anni in quanto è stata scoperta la sua natura di radiogalassia a forma di X e quindi di probabile sede di un'avvenuta coalescenza di buchi neri supermassicci.

## Panoramica
Le radiogalassie a forma di X (o "alate") sono un genere di sorgenti radio astronomiche di classe FR-II aventi due lobi con superficie a bassa brillanza (chiamati "ali") orientati di un determinato angolo rispetto ai due lobi attivi, ossia con superficie ad alta brillanza. Le due coppie di lobi attraversano il centro della galassia ellittica sorgente dei lobi stessi, centro rispetto al quale i lobi di ogni coppia sono simmetrici, dando così alla radiogalassia una morfologia a X quando la si osserva sulle mappe radio.

## Studio della galassia
Come detto, si è scoperto che NGC 326 è una radiogalassia e in particolare una di quelle aventi una marcata forma a X. Sono stati condotti diversi studi atti a chiarire il motivo di questa sua morfologia, chiamando in causa il moto dei plasmi o un riorientamento dell'asse lungo cui avviene il getto di materiale conseguente a una fusione di due buchi neri supermassicci, a sua volta conseguente a una fusione galattica. Le emissioni della galassia sono state esaminate dal Chandra X-ray Observatory e tali studi hanno portato alla luce diverse caratteristiche peculiari di NGC 326, inclusi una parte anteriore ad alta temperatura che potrebbe indicare un collasso o una collisione, nodi ad alta temperatura attorno al bordo dell'emissione radio e una cavità associata con l'ala orientale.